# Strona cashback
Strona cashback – serwis internetowy, za pomocą którego klient, dokonując zakupu online przez ten serwis (zamiast bezpośredniej wizyty u sprzedawcy), może otrzymać nagrodę pieniężną będącą procentową lub kwotową prowizją zależną najczęściej od kwoty transakcji. Zwykle cashback wypłacany jest po potwierdzeniu transakcji przez serwis internetowy, w którym została ona dokonana. 
Użytkownicy mogą zyskiwać cashback dokonując zakupów online różnego rodzaju produktów: od elektroniki użytkowej do produktów finansowych i mebli. Poziom cashbacków jest zróżnicowany. Ich wielkość w przypadku elektroniki stanowi zwykle nie więcej niż 2–3% wartości transakcji. Internetowe sklepy odzieżowe oferują nawet kilkunastoprocentowe cashbacki co wynika z poziomu marż, jakie narzucane są na tego typu produkty. 
Przed wypłaceniem środków wiele serwisów typu cashback wymaga od swoich użytkowników zgromadzenia zdefiniowanych minimalnych sum, jakie mogą zostać przelane na ich konto. Celem takiego postępowania jest minimalizacja kosztów obsługi transakcji oraz zwiększenie lojalności użytkowników wobec serwisu. Po zgłoszeniu przez użytkownika chęci wypłaty środków zwykle są one przelewane na wskazane przez niego konto bankowe. Niektóre z serwisów tego typu udostępniają również inne formy: bony pieniężne lub bezpośrednie przelewy na karty kredytowe za pomocą PayPal.  Przekazanie środków użytkownikowi może trwać od kilku dni do kilku miesięcy od momentu zgłoszenia chęci wypłaty.
Niektóre ze stron cashback zachęcają swoich klientów do polecania serwisu innym użytkownikom internetu, oferując im dodatkowe korzyści np. w postaci zwiększonego cashbacku. Klient otrzymuje zwiększoną wartość prowizji a serwis pozyskuje nowych użytkowników nie przeznaczając środków na reklamę.
Najczęstszym sposobem integracji sklepów internetowych z serwisami typu cashback są sieci afiliacyjne. Rzadziej spotykanym sposobem jest wykorzystanie własnych Adserwerów.